# Antoine Touron
Antoine Touron (5 de setembro de 1686 – 2 de setembro de 1775) foi um biógrafo e historiador dominicano francês.

## Biografia
Touron nasceu em Graulhet, Tarn, França, filho de um comerciante, e parece ter se juntado aos dominicanos ainda jovem. Após concluir seus estudos, ele ensinou filosofia e teologia aos estudantes de sua província ( Toulouse ); mas os últimos anos de sua vida foram dedicados à biografia, história e apologética. Ele morreu em Paris.

## Obra
Touron escreveu vinte e nove livros, tratando principalmente da história da ordem dominicana e dos esboços biográficos de seus homens notáveis. Daniel-Antonin Mortier, em sua Histoire des maîtres généraux de l'ordre des frères prêcheurs, fez uso generoso de sua Histoire des hommes illustres.
Os escritos de Touron incluem:
- Vie de saint Thomas d'Aquin
- Vie de saint Dominique avec une hist. abrégée des ses premiers disciples
- Hist. des hommes illustres de l'ordre de saint Dominique
- De la providence, traité hist., dogmat. et mor.
- La main de Dieu sur les incrédules, ou hist. abrégée des Israélites
- Parallèle de l'incrédule et du vrai fidèle
- La vie et l'esprit de saint Charles Borromée
- La verité vengée en faveur de saint Thomas
- Hist. génerale de l'Amérique depuis sa découverte, uma história eclesiástica do Novo Mundo